# Planetbase
Planetbase est un jeu vidéo de stratégie, orienté gestion spatiale, développé par Madrugaworks. Plus précisément, c'est un city-builder de micro-gestion d'une base spatiale sous dôme située sur une lune ou une planète avec ou sans atmosphère. Il est sorti le 16 octobre 2015 sur Windows et OS X, et sur PS4 depuis 12 janvier 2018.
Le jeu consiste à établir une colonie puis à la développer afin qu'elle survive malgré des conditions telles que des chutes de météorites, des tempêtes, etc. Le joueur devra prévoir les carences de stocks en produisant suffisamment d'oxygène, de nourriture pour la survie des colons et de pièces détachées pour la maintenance.
Le 17 mars 2025, Planetbase 2 a été annoncé pour une sortie début 2027.

## Système de jeu
Le joueur devra gérer le développement d'une colonie (colons et robots utilitaires) sur une planète ou une lune. Le jeu commence avec peu de ressources contenues dans le vaisseau colonial. Les colons devront se coordonner pour rester autonome sur la planète hostile. Le joueur devra choisir, de façon optimale, les ordres de constructions et de priorités afin que les colons et les robots construisent (ou fassent la maintenance) des structures. Il devra aussi faire produire suffisamment d'oxygène et de nourriture.
En construisant une plateforme spatiale, des vaisseaux marchands proposeront (régulièrement ou non) du matériel, des crédits ou de la nourriture en échange d'une production de la colonie. Des vaisseaux de colons des divers corps de métiers pourront aussi y atterrir.
Trois types de planètes, ainsi qu'une lune, sont proposées. Toutes ont des conditions climatiques et divers dangers dont les colons devront se protéger. Chaque planète présente un niveau de difficulté différent. Au début du jeu, une seule planète sera accessible. Les autres devront être débloquées en atteignant un but spécifique appelé « Étapes ».

### Colons
Les colons ont chacun une spécialisation différente : ouvrier, biologiste, ingénieur, etc. Des intrus se glisseront parfois dans les vaisseaux arrivants et chercheront à tuer les colons s'ils ne sont pas rapidement neutralisés.
Le joueur aura à gérer diverses manifestations : 
- Les blessures dues aux radiations solaires, aux tirs d'intrus ou encore aux accidents dans les mines.
- Les maladies peuvent aussi se déclarer en cas de malnutrition ou bien lorsque de nouveaux colons sont contagieux.
- L'hydratation.
- L'alimentation : en produisant suffisamment de nourriture, et ce, de façon variée.
- Le moral : en aménageant suffisamment d'endroits pour que le colon se change les idées, se repose ou fasse du sport, le moral d'un colon s'améliorera. L'allègement de certaines de leurs tâches par des robots le permettra aussi.

### Robots
Le joueur dispose d'un ou deux robots (selon la planète) pour l'aider mais il est possible d'en acheter ou d'en fabriquer. Il y a trois types de robots :
- le robot porteur : il transporte des ressources ;
- le robot constructeur : il construit, répare et fait la maintenance de structures ;
- le robot foreur : il remplace l'ouvrier dans la mine.

### Structures
Une trentaine de structures sont présentes dans le jeu. Certaines ont plusieurs tailles, les plus grandes produisent plus mais sont aussi plus coûteuses. L'achat de brevet peut être nécessaire pour construire la plus grande taille.
Il existe deux types de structures :
- structures intérieures (pressurisées) : sas, générateur d'oxygène, réfectoire, dortoir, etc. Certaines peuvent contenir des appareils (comme la fonderie de métal dans l'usine).
- structures extérieures : panneau solaire, éolienne, accumulateur, etc.

Toutes les structures doivent être reliées les unes aux autres par des connecteurs internes ou externes.

## Mods
Une quinzaine de mods ont été réalisés. Ces mods permettent d'amplifier les possibilités de visuelles, d'améliorer l'installation ou de faciliter l'accès aux missions ou aux défis proposées.
Trois dimensions : Un mod générant une visualisation en relief a été développé sur le blog helixmod.

## Versions majeures
Le 14 janvier 2016 apparaît la version 1.0.10, qui offre Planetbase pour OS X.
Depuis le 7 mars 2016, le patch de version majeure 1.1.0, ajoute une nouvelle planète de type S (Storm, orageuse) ainsi que deux nouvelles structures : le paratonnerre et la pyramide. Deux nouveaux brevets technologiques apparaissent aussi pour l'extracteur d'eau et l'accumulateur. Et enfin, il y a deux nouvelles conditions météorologiques : les orages et les tempêtes de neige.
Le patch de la version 1.2.0 bêta du 10 mai 2016 puis la sortie de la version définitive 1.2.0 le 14 juin 2016, ajoute un nouveau mode de jeu construit par les joueurs et pour les joueurs : les défis. Lorsque le joueur s'abonne à un défi (disponible sur la plateforme Steam), il pourra y jouer sur-le-champ. Le joueur (pour peu qu'il connaisse quelques bases du XML) pourra aisément construire une planète avec ses conditions atmosphériques spécifiques avec un style de terrain unique (de terraformation fractale via quelques paramètres simples), des objectifs et des règles particulières.
Il s'ensuivra les améliorations d'accès au Steam Workshop ainsi que de nouveaux défis avec les versions suivantes (1.2.1 et 1.2.2). Quant à la version 1.2.3 du 5 septembre 2017, elle est orientée vers une meilleure prise en main du jeu avec des écrans d'aide plus nombreux ainsi que quelques bonus dont une nouvelle musique d'ambiance. L'interface de la version 1.3.0 du 24 août 2018 aura quelques fonctionnalités du jeu Dawn of Man du même éditeur (sortie prévue pour le dernier trimestre 2018) et quelques autres améliorations graphiques et de menus.
Le portage de Planetbase sur la PS4 est disponible depuis le 12 janvier 2018 pour l'Europe et l'Australie, et le 24 janvier 2018 pour l'Amérique du Nord.

## Accueil
Les critiques accueillent très favorablement ce jeu réalisé par une petite structure indépendante. Le test de Indiemag qualifie Planetbase d' « une vraie réussite » qui « tiendra en haleine le joueur ».
Le Financial Post évoque la difficulté du jeu : « Planetbase est impitoyable avec vos citoyens qui sont à seulement quelques pas du vide »